# Ectemnia primaeva
Ectemnia primaeva är en tvåvingeart som beskrevs av Dudley Moulton och Adler 1997. Ectemnia primaeva ingår i släktet Ectemnia och familjen knott. Inga underarter finns listade i Catalogue of Life.